# 小行星7429
小行星7429（英語：7429 Hoshikawa）是一颗围绕太阳公转的小行星。1992年12月24日，T. Hioki、早川修司在奥多摩町发现了此天体。
这颗小行星的绝对星等为234.7540213162409等。